# Heliconius nanna
Heliconius nanna är en fjärilsart som beskrevs av Hans Ferdinand Emil Julius Stichel 1899. Heliconius nanna ingår i släktet Heliconius och familjen praktfjärilar. Inga underarter finns listade i Catalogue of Life.